# The Salentino Cuts
The Salentino Cuts è il ventiduesimo album in studio del gruppo rock britannico UFO, pubblicato nel 2017.
Si tratta di un disco composto interamente da cover, il primo per la band.

## Tracce
1. Heartful of Soul – 3:09 (Graham Gouldman) – The Yardbirds cover
2. Break On Through (to the Other Side) – 2:21 (Jim Morrison, John Densmore, Ray Manzarek, Robby Krieger) – The Doors cover
3. River of Deceit – 5:06 (Barrett Martin, John Saunders, Layne Staley, Mike Mccready) – Mad Season cover
4. The Pusher – 4:55 (Hoyt Axton, John Kay) – Steppenwolf cover
5. Paper in Fire – 4:02 (John Mellencamp) – John Mellencamp cover
6. Rock Candy – 5:14 (Sammy Hagar, Ronnie Montrose, Bill Church, Denny Carmassi) – Montrose cover
7. Mississippi Queen – 2:42 (Leslie West; Corky Laing; Felix Pappalardi; David Rea) – Mountain cover
8. Ain't No Sunshine – 3:12 (Bill Withers) – Bill Withers cover
9. Honey-Bee – 3:58 (Tom Petty) – Tom Petty cover
10. Too Rolling Stoned – 5:14 (Robin Trower) – Robin Trower cover
11. Just Got Paid – 3:24 (Bill Ham; Billy Gibbons) – ZZ Top cover
12. It's My Life – 3:32 (Carl Derrico; Roger Atkins) – The Animals cover

## Formazione
- Phil Mogg – voce
- Vinnie Moore – chitarra
- Paul Raymond – tastiere, cori
- Rob De Luca – basso
- Andy Parker – batteria